# Ghetto de Białystok

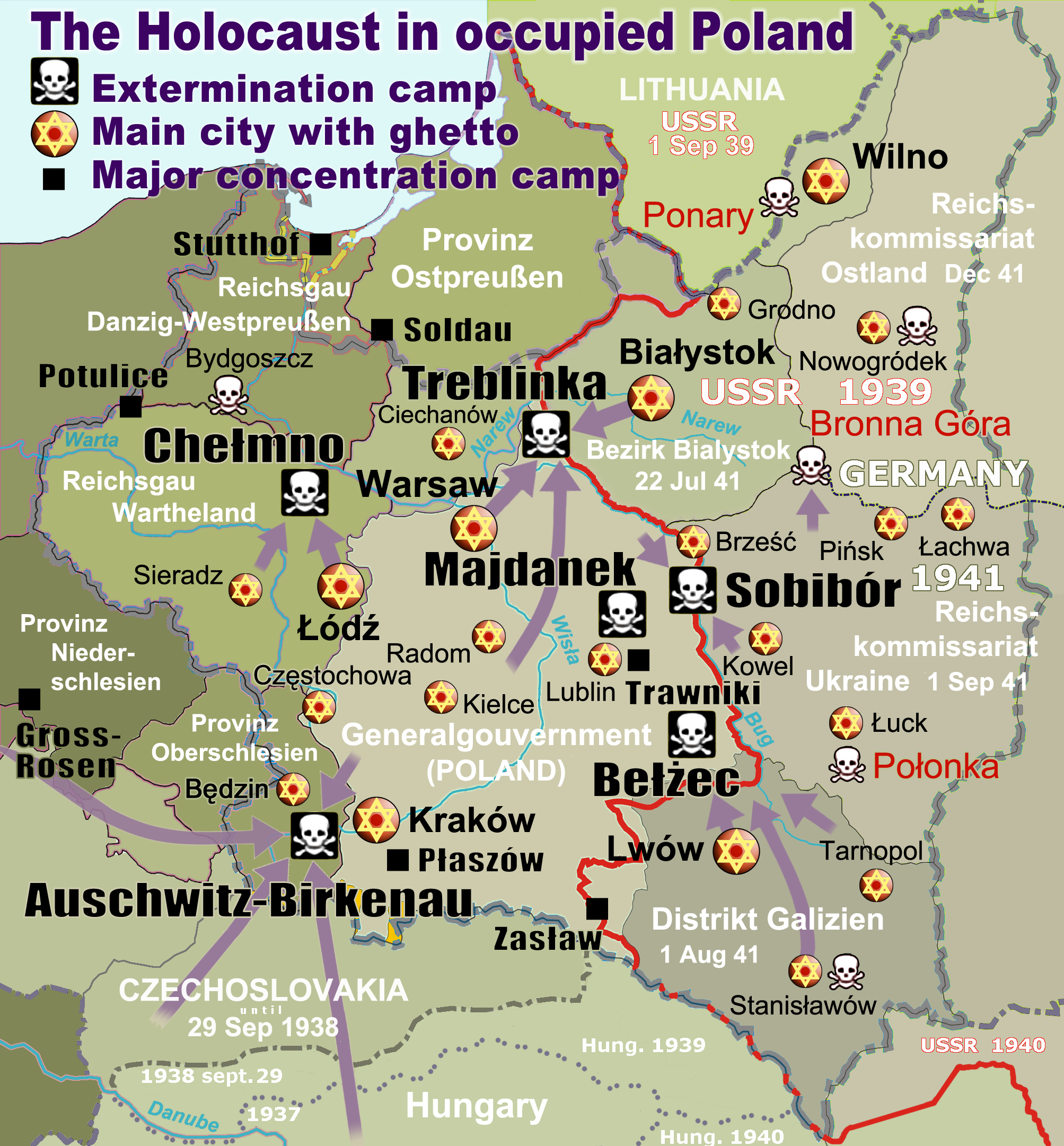
Ghettos dans la Pologne occupée (repérés par des étoiles rouges/or). Białystok est au nord-est de Treblinka. La ligne rouge continue indique la frontière germano-soviétique — point de départ de l'opération Barbarossa.

Frontières du ghetto de Białystok.

Le ghetto de Białystok (polonais : getto w Białymstoku) était un ghetto pour les Juifs créé par les autorités allemandes nazies en Pologne occupée pendant la Shoah polonaise. Créé entre le 26 juillet et le début d'août 1941 dans le nouveau district de Białystok, il rassemblait environ 50 000 juifs des environs de Białystok et de la région environnante confinés dans une petite zone de la ville.
Le ghetto comprenait deux sections de part et d'autre du fleuve Biala. La plupart des détenus étaient soumis aux travaux dans les entreprises destinées à l'effort de guerre allemand, principalement dans de grandes entreprises textiles, de chaussures et de produits chimiques opérant à l'intérieur ou hors du ghetto. Il fut liquidé en novembre 1943, et ses habitants transportés dans des trains de l'Holocauste vers le camp de concentration de Majdanek ou le camp d'extermination de Treblinka. Seules quelques centaines d'entre-eux ont survécu à la guerre, soit en se cachant dans le secteur polonais de la ville, en s'échappant après le soulèvement du ghetto, ou en survivant des camps nazis jusqu'à leurs libérations.

## Contexte

### Invasion germano-soviétique de la Pologne
Le recensement de 1931 mentionne le chiffre de 91 000 habitants pour la ville, dont près de 40 000 sont juifs, soit 43 % de la population. Dans la ville, dont la vie culturelle était alors en plein essor, subsistaient deux cinémas juifs, plusieurs quotidiens juifs, des clubs sportifs, des partis politiques de premier plan et une bibliothèque juive comprenant plus de 10 000 livres. Lorsque la Seconde Guerre mondiale éclate le 1er septembre 1939, Białystok compte environ 50 000 juifs.
Białystok est envahie par la Wehrmacht le 15 septembre 1939, lors de l'invasion allemande de la Pologne. À la suite de l’invasion de la Pologne de l’Est par les Soviétiques le 17 septembre, une partie de la région de Białystok est occupée par les Russes, en vertu du pacte Ribbentrop-Molotov, et le 22 septembre les Allemands évacuent la ville,. Du 1er au 2 novembre 1939, l'Union soviétique annexe la Voïvodie de Białystok d'avant-guerre ainsi que plus de la moitié de la Deuxième République polonaise,. Selon les termes du pacte germano-soviétique signé plus tôt à Moscou, la ville reste aux mains des Soviétiques jusqu'en juin 1941, annexée à la République socialiste soviétique de Biélorussie. Des milliers de réfugiés juifs ont alors afflué de la zone allemande de la Pologne occupée.
Pendant l'occupation soviétique, les entreprises et magasins juifs sont fermés et les institutions sociales, éducatives et politiques juives considérées comme illégales. En outre, de nombreux « capitalistes » juifs et polonais sont déportés par les autorités soviétiques en Sibérie.

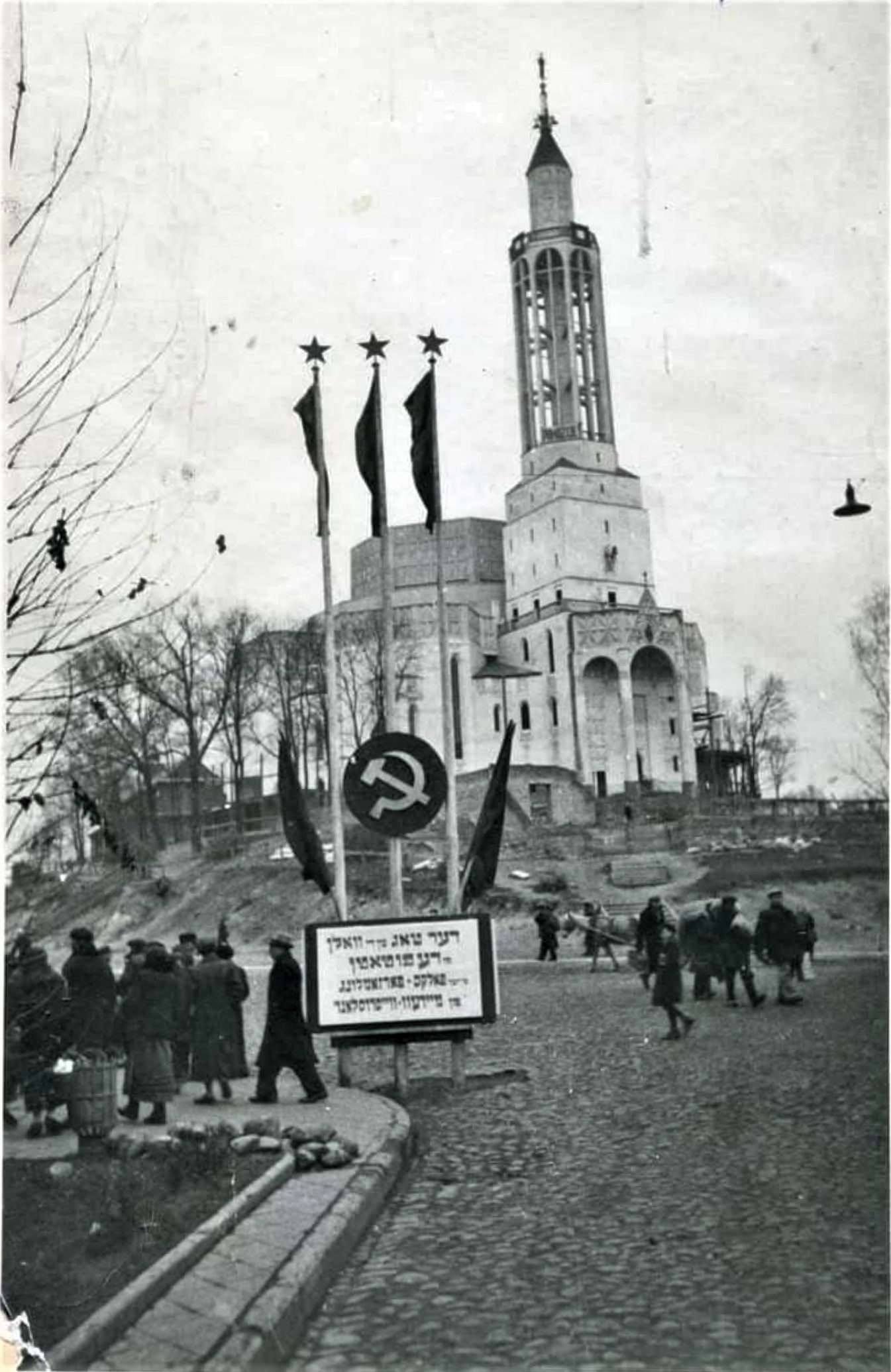
Avis d'élection au Conseil populaire de Biélorussie occidentale (Białystok, juin-juillet 1941).

### Invasion nazie de l'Union soviétique
La Wehrmacht attaque l'Union soviétique le 22 juin 1941 et reprend Białystok les 26 et 27 juin 1941 dans le cadre de l'opération Barbarossa. À cette date, avec l’afflux de tous les réfugiés, la population juive de la ville et de son district est de 60 000 personnes. Le même jour, le 309e bataillon de police fait son apparition, chargé de terroriser la communauté juive. Le matin de ce vendredi 27 juin, surnommé « vendredi rouge » par les Juifs, le 309e bataillon se répand dans le quartier juif alentour de la Grande synagogue. Les Allemands commencent à massacrer les Juifs dans les rues et les maisons du quartier juif de Chanajki avec leurs mitraillettes et de grenades. Au moins 700 juifs sont enfermés à clef dans la synagogue qui est incendiée. Le nazis forcent d'autres victimes à se pousser les uns les autres dans le bâtiment en feu. Ceux qui résistent sont abattus sur place. Ce premier jour, 2 000 à 2 200 juifs sont exterminés. Le lendemain, quelque 20 à 30 wagons de cadavres sont transportés vers de nouveaux charniers creusés sur ordre allemand le long de la rue Sosnowa, à l'extérieur du centre-ville. Le major Ernst Weis du 309e bataillon affirmera plus tard ne rien savoir de ce qui s'était passé. Le rapport officiel soumis par ses officiers au général Johann Pflugbeil de la 221e division de sécurité, à laquelle le bataillon est subordonné, est rapidement falsifié. L'Aktion s'ensuit du meurtre d'environ 300 intellectuels juifs transportés par camion dans les champs de Pietrasze le 3 juillet. Le 309e bataillon rejoint Białowieża, au cours duquel il est remplacé par le 316e et 322e bataillon de police de l'Orpo du Polizei-Regiment Mitte. Conformément aux ordres, les bataillions reçoivent l'ordre de rassembler le plus de Juifs possible. Le 8 juillet, la ville reçoit la visite de Heinrich Himmler, accompagné d'Adolf Eichmann, agissant sur les instructions du chef de la Gestapo Heinrich Müller. Il s’agit d’évaluer l'impact de la première vague des Einsatzkommandos. Les 12 et 13 juillet 1941, l'Einsatzkommando 9 et les deux bataillons mènent une fusillade de masse, surnommée « Samedi noir », dans les champs près de Pietraszek, en périphérie de Białystok. Environ 3 000 Juifs rassemblés dans le stade municipal — visité par Erich von dem Bach-Zelewski lui-même — sont emmenés et tués dans des tranchées antichars. Au total, plus de 5 500 Juifs de Białystok ont été abattus au cours des premières semaines de l'occupation allemande à l'été 1941.

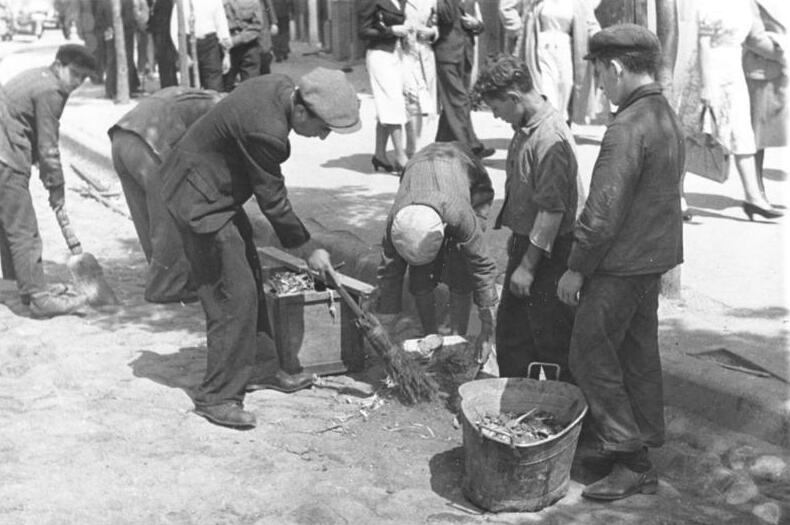
Juifs locaux forcés de balayer les rues (Bialystock, juin 1941).

Indépendamment des opérations de meurtre de masse menées directement dans la ville, le nouveau quartier devient également le théâtre des opérations des Einsatzgruppen. Chaque escadron de la mort suit un groupe d'armées progressant vers l'Est. Himmler prétendant qu'un risque élevé d'activité de guérilla soviétique existe dans la région, la mission de détruire les prétendus collaborateurs du NKVD est assignée à l'Einsatzgruppe B sous le commandement du SS-Gruppenführer Arthur Nebe, assisté par le Kommando SS Zichenau-Schroettersburg commandé par Hermann Schaper, et le Kommando Bialystok dirigé par Wolfgang Birkner, convoqué par le gouvernement général sur ordre du bureau principal de sécurité du Reich. Au début de l'occupation allemande, ces unités de massacre mobiles rassemblent et tuent des milliers de Juifs dans les quartiers.

## Création du Ghetto

### Formation
Le 29 juin 1941, le commandant militaire convoque le rabbin de Bialystok, le Dr Gedaliah Rosenmann et le Président du Conseil de la Communauté juive, Efraim Barasz, et leur ordonne de former un « Judenrat ». Composé de douze membres représentant toutes les couches de la population, ce Judenrat est remplacé un mois plus tard par un nouveau conseil, deux fois plus nombreux, avec comme président Barasz. Le ghetto est officiellement créé le 26 juillet 1941, sur ordre des autorités militaires allemandes. La totalité de la population juive de la ville reçoivent l'ordre de déménager. Comme pour les autres ghettos, l'espace est totalement insuffisant pour le nombre d'habitants et deux ou trois familles s’entassent souvent dans une seule pièce séparées par des rideaux. Deux portes mènent hors du ghetto : une donne sur la rue Jurowiecka et l'autre sur la rue Kupiecka. Le ghetto englobe quant à lui les rues de Lipowa, Przejazd, Poleska et Sienkiewicza. La zone, accueillant 43 000 personnes, est bouclé officiellement le 1er août 1941, dans deux petits secteurs de la ville séparés par le fleuve Biala. Elle est entourée d’une barrière en bois et d’une clôture de barbelés, composée finalement de trois entrées tenues par la police juive sous la surveillance des Allemands. Le Judenrat, composé de 24 Juifs, tient sa première réunion le 2 août au cours duquel il crée 13 départements divisés en divisions. Ephraim Barash (ou Efraim Barasz en polonais), ingénieur en mécanique de 49 ans, est élu président par intérim. Le Conseil était présidé par Rabi Gedalyah (Gedalia) Rosenman. Des soupes populaires sont mises en place, ainsi que des infirmeries, des écoles, des postes de police du ghetto juif, des bains publics et autres commodités. Le Judenrat promet le travail acharné comme clé de la survie ; sa principale obligation est de fournir des quotas de travailleurs aux Allemands. Tous les Juifs âgés de 15 à 65 ans sont soumis au travail obligatoire. En peu de temps, le ghetto atteint 50 000 habitants juifs. Des usines de textile et d'armement sont créées avec l'aide du Judenrat. Des usines privées dans le ghetto appartiennent à l'industriel allemand Oskar Steffen. La plupart des juifs sont employés dans environ 10 usines ou dans d'autres ateliers du ghetto. Un petit nombre travaille dans diverses entreprises allemandes hors du ghetto. Le Judenrat lui-même est un employeur important : plus de 2 000 personnes travaillent dans divers hôpitaux, pharmacies, écoles, palais de justice ou autres établissements publics. Un Jüdischer Ordnungsdienst (police juive) de 200 hommes est constitué. Les approvisionnements en nourriture par l'administration allemande sont, au mieux, irréguliers. Aussi, la contrebande de la nourriture (puni de la peine capitale) est la seule manière d'éviter la famine sur une échelle massive. Dans de petits ateliers secrets, des marchandises sont produites et échangées contre de la nourriture avec les habitants vivant en dehors du ghetto. Afin d'augmenter la disponibilité de nourriture, le Judenrat convertit les emplacements des bâtiments détruits du ghetto en potagers,.

### Premières déportations
En septembre 1941, les autorités nazies proclament que le nombre de Juifs à Białystok est trop important et ordonnent leur expulsion partielle vers Prużany (aujourd'hui Proujany, en Biélorussie). Le Judenrat établit alors une liste. Les déportations débutent le 18 septembre et se poursuivent pendant un mois. Entre le 18 et le 21 septembre 1941, 4 500 Juifs âgés, malades, non qualifiés et sans emploi sont déportés dans le ghetto de Pruzhany, à 100 kilomètres au sud de Bialystok. La plupart sera massacrée lors de la liquidation de ce ghetto en janvier 1943. D'autres arrivent soudainement à s'en sortir, notamment en moyennant des sommes exorbitantes versées aux employés de Judenrat. Au 18 janvier 1942, le nombre de fonctionnaires du Conseil (de tous les niveaux) passe de 1 600 à 4 000 en juin, principalement en raison des primes spéciales et des bons reçus pour la viande, les légumineuses, la confiture, le savon, la farine et de grandes quantités de charbon pour l'hiver. Dans un même temps, les rations alimentaires pour l'ensemble de la population sont considérablement réduites, d'abord à 500 grammes de pain par jour, puis à 300 grammes, entraînant une famine galopante. Selon les mots de la survivante Riva Shinder, le ghetto est devenu synonyme « d'oppression humiliante, de fusillades [et] de pendaisons ». En décembre 1941, une organisation de résistance juive est nouvellement formée. Celle-ci est dirigée par Tadeusz Jakubowski et Niura Czerniakowska. Riva sert de secrétaire. Le groupe écoute des émissions de radio, écrit des communiqués et exploite une machine à dupliquer, commettant également des actes de sabotage dans les usines. Tout au long de l’année 1942, les diverses factions des mouvements juifs de la jeunesse négocient en vue de créer plusieurs mouvements unifiés en vue de résister aux Allemands. Un accord est finalement conclu en août 1942 et donne naissance à un front uni appelé « Bloc No1 » ou « Front A » comprenant les communistes, les socialistes « Bundistes » et les Sionistes du « Ha-Shomer ha-Tsa'ir » sous le commandement d'Edek Borak. En novembre 1942 Mordechai Tenenbaum (Josef Tamaroff) arrive du ghetto de Varsovie pour soutenir la résistance et le « Bloc No2 » est créé, unissant tous les mouvements restants. Sur l’initiative de Tenenbaum et avec le soutien de Barasz, des archives secrètes sont établies. Cachés hors du ghetto, ces documents retrouvés constituent une source et un témoignage inestimables sur l'existence du ghetto. Barasz met également à la disposition de Tenenbaum des sommes d’argent considérables pour l’achat d’armes au mouvement secret de la résistance polonaise Armia Krajowa, mais sans succès.

### Nouvelles déportations et soulèvements

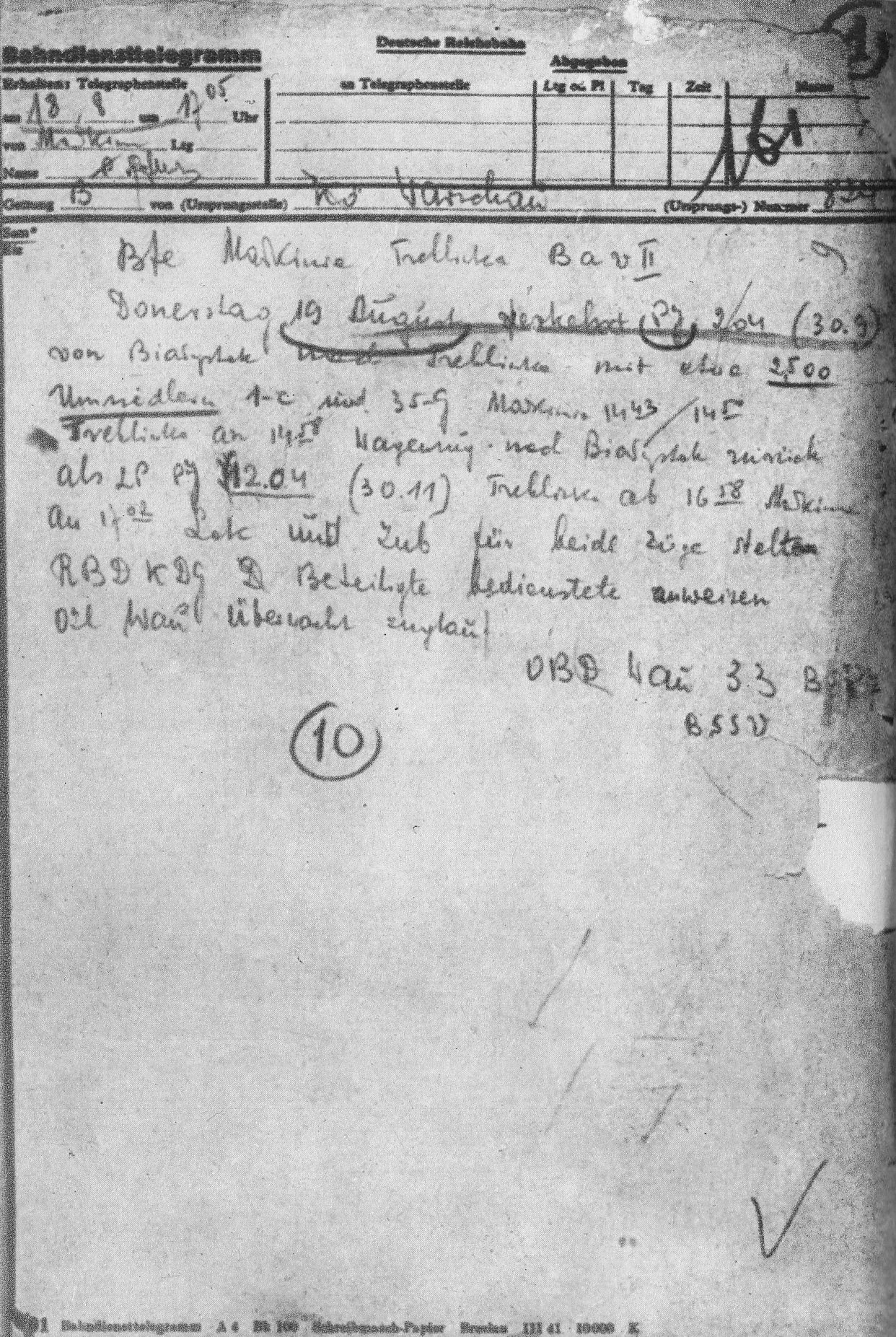
Télégramme de la Deutsche Reichsbahn sur le dernier transport de 35 wagons de marchandises de Białystok vers le camp d'extermination de Treblinka le 18 août 1943. Ce fut le dernier départ avant la fermeture du camp.

Du 5 au 12 février 1943, un premier groupe d'environ 10 000 Juifs de Białystok est rassemblé par les bataillons mobiles pour une « évacuation » massive du ghetto. Ils sont envoyés à bord des trains de l'Holocauste jusqu'à leur mort au camp d'extermination de Treblinka. 2 000 autres victimes, trop faibles ou malades pour prendre place dans les wagons, sont abattues sur le champ. Le 19 février, lors d’une conférence du RSHA tenue à Bialystok concernant la suite des déportations, il est promis aux employeurs que, pour des raisons économiques, le ghetto de Bialystok avec ses 30 000 Juifs survivants serait laissé intact jusqu'à la fin de la guerre.

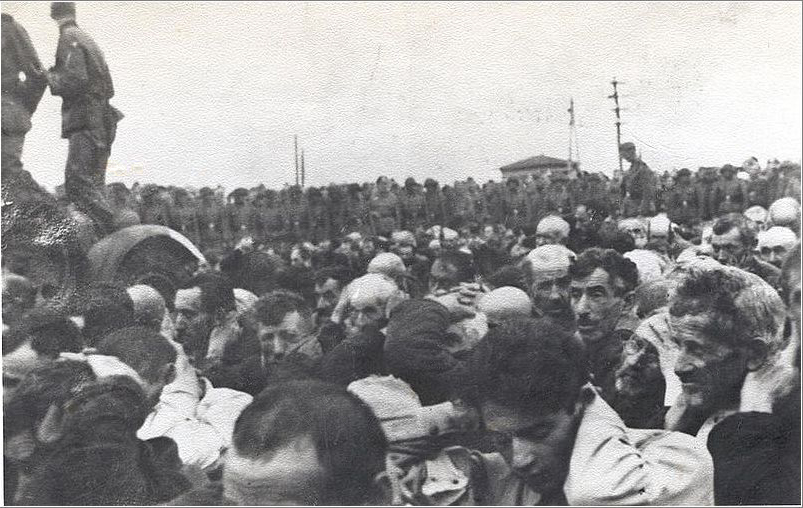
Liquidation du ghetto de Białystok, du 15 au 20 août 1943. Des hommes juifs, les mains levées, entourés d'unités de sécurité allemandes.

En dépit des protestations continues des employeurs militaires et civils, Himmler ordonne la liquidation immédiate du ghetto au cours de l’été 1943. Et puisqu'il considère que les autorités allemandes locales ne sont pas fiables, il confie la mission au personnel lui-même de l’Aktion Reinhard, sous la responsabilité d’Odilo Globocnik. Dans la nuit de 15 au 16 août 1943, la police allemande, les unités de SS et les auxiliaires ukrainiens, estoniens, lettons et biélorusses (Hiwis), connus sous le nom d'hommes Trawniki, encerclent le ghetto. Le Président du Conseil de la Communauté juive du ghetto Efraim Barasz est convoqué par la Gestapo et informé que les habitants du ghetto vont être déplacés à Lublin. Le ghetto se réveille pour découvrir l'annonce par le Judenrat de la déportation placardée sur les murs. Mais au moment où des milliers de juifs s’apprêtent à se rendre au point de rassemblement de la rue de Jurowiecka, la révolte armée éclate. Ce n'est pas le premier acte de la résistance dans Białystok, car lors des déportations de février 1943, le « Bloc No.1 » avait fait une première tentative de résistance armée, vite noyée dans le sang et décapitée de son chef, Borak expédié à Treblinka pour y être gazé. Dorénavant, le « Bloc No.1 » et le « Bloc No.2 », unis depuis juillet 1943 et conscient de leurs sorts, décident de se battre avec l’énergie du désespoir.
À 10 heures du matin les diverses cellules secrètes prennent leurs positions avec leurs armes. Le plan est de se rendre maître du barrage de la rue Smolna, d’y ouvrir une brèche et de s'échapper par la forêt. Pendant cinq jours, les résistants, mal armés et en trop petit nombre face à l’accablante puissance de feu allemande, tentent en vain de forcer un passage. Ils finissent par se barricader dans un de leurs bunkers de la rue Chmielna, que les Allemands assiègent le 19 août. Tous les 72, sauf un combattant y sont tués. Le jour suivant, les dernières positions de résistance tombent. Tenenbaum et Daniel Moskowicz qui avaient conjointement mené le soulèvement, se donnent la mort. La résistance du ghetto de Bialystok fut aussi héroïque que celle de Varsovie.
Entre-temps, la déportation commence le 18 août et se poursuit durant trois jours, environ 7 600 détenus sont réinstallés dans un nouveau camp de transit central dans la ville pour une sélection ultérieure. Les personnes aptes au travail sont envoyées à Majdanek. Après une nouvelle vérification de leur capacité à travailler, ceux déportés à Majdanek rejoindront les camps de Poniatowa et Bliżyn (sous-camps de Majdanek), ainsi qu'Auschwitz (Monowitz-Buna ou Birkenau). Ceux jugés trop émaciés pour travailler sont assassinés dans les chambres à gaz de Majdanek. Environ 1 200 enfants juifs âgés de 6 à 15 ans, envoyés d'abord dans le ghetto de Theresienstadt, en Bohême, sont gazés à Auschwitz-Birkenau le 7 octobre en compagnie des 53 adultes qui les accompagnaient,.
Au cours de la liquidation du ghetto, les Allemands sélectionnent, le 16 août, 43 personnes, dont Zalman Edelman et Shimon Amiel. Ils seront bientôt versés dans le Sonderkommando 1005, chargé de l'exhumation et de l'incinération des corps des victimes massacrés par les Einsatzgruppen. Enchaînés les uns aux autres pour empêcher toute évasion, ils sont traînés d'un endroit à l'autre dans la région de Bialystok pour accomplir leur horrible tâche : trois fosses à Augustów avec 2 100 cadavres, des fosses à proximité de Grodno, près de Staraya Krepost, à Novoshilovki, Kidl, et Golnino, près de Lomza. Avant qu'ils n’aient réussi leur évasion le 15 mai 1944, Edelman et Amiel étaient les deux seuls survivants de leur groupe d’origine de neuf membres.
Dans Bialystok même, un « petit ghetto » est constitué avec les 2 000 juifs restant. Après trois semaines, il est liquidé lui aussi et ses occupants envoyés à Majdanek. Parmi eux, Barasz et Rosenmann, qui, ainsi que le reste des Juifs de Bialystok, sont assassinés le 3 novembre 1943 lors de l’Aktion Erntefest.
Szymon Datner, survivant de la Shoah polonaise et historien de l'après-guerre, écrivit : « Le blocus du ghetto a duré un mois complet et le 15 septembre 1943, après l'ultime point de résistance écrasé, les unités SS se sont retirées. La dernière étape des déportations massives a alors débuté. »
Un tout petit nombre d'hommes armés sont parvenus à s'échapper du ghetto en décembre 1942. Avant le soulèvement de l’été 1943, 150 combattants du ghetto de Białystok rejoignent les partisans, dont Pawel Korzec. Ils vont harceler les Allemands dans la région jusqu'à la libération de Białystok par l'armée rouge le 27 juillet 1944.
Sur les 50 à 60 000 Juifs habitant le ghetto, seuls environ 260 survécurent à la guerre, surtout dans les camps et dans les détachements de partisans, ainsi que dans la clandestinité du côté aryen. Après la guerre, le nombre d’habitants juifs de Białystok à un peu grandi, pour atteindre 1 000 Juifs, puis à de nouveau fortement diminué. Aujourd'hui Białystok compte 350 000 habitants, mais seulement quelques dizaines sont Juifs.
Au cours de l'histoire du ghetto, il y eut un certain nombre d'évasions, ainsi que des tentatives de sauvetage par des polonais locaux. Parmi les Justes Parmi les nations ayant aidé les Juifs du ghetto de Grodno figurent la famille Skalski, la famille Smolko,, la famille Burda, la famille Czyżykowski,, et Jan Kaliszczuk. Tous les efforts de sauvetage ne furent pas menés à bien : Henryk Buszko fut parmi ceux assassinés par les Allemands pour sa tentative de sauvetage,.

## Sort des bourreaux
En octobre 1949, Fritz Gustav Friedl, le commandant de la Gestapo de Bialystok, a été jugé pour crimes de guerre commis dans la ville et la ville voisine de Zabludow. D’autres procès ont eu lieu en République Fédérale d'Allemagne, principalement contre des membres des Einsatzgruppen ou des bataillons de police. La plupart ont été reconnus coupables et condamnés à des peines généralement légères. Beaucoup ont été acquittés.

## L'emplacement de nos jours

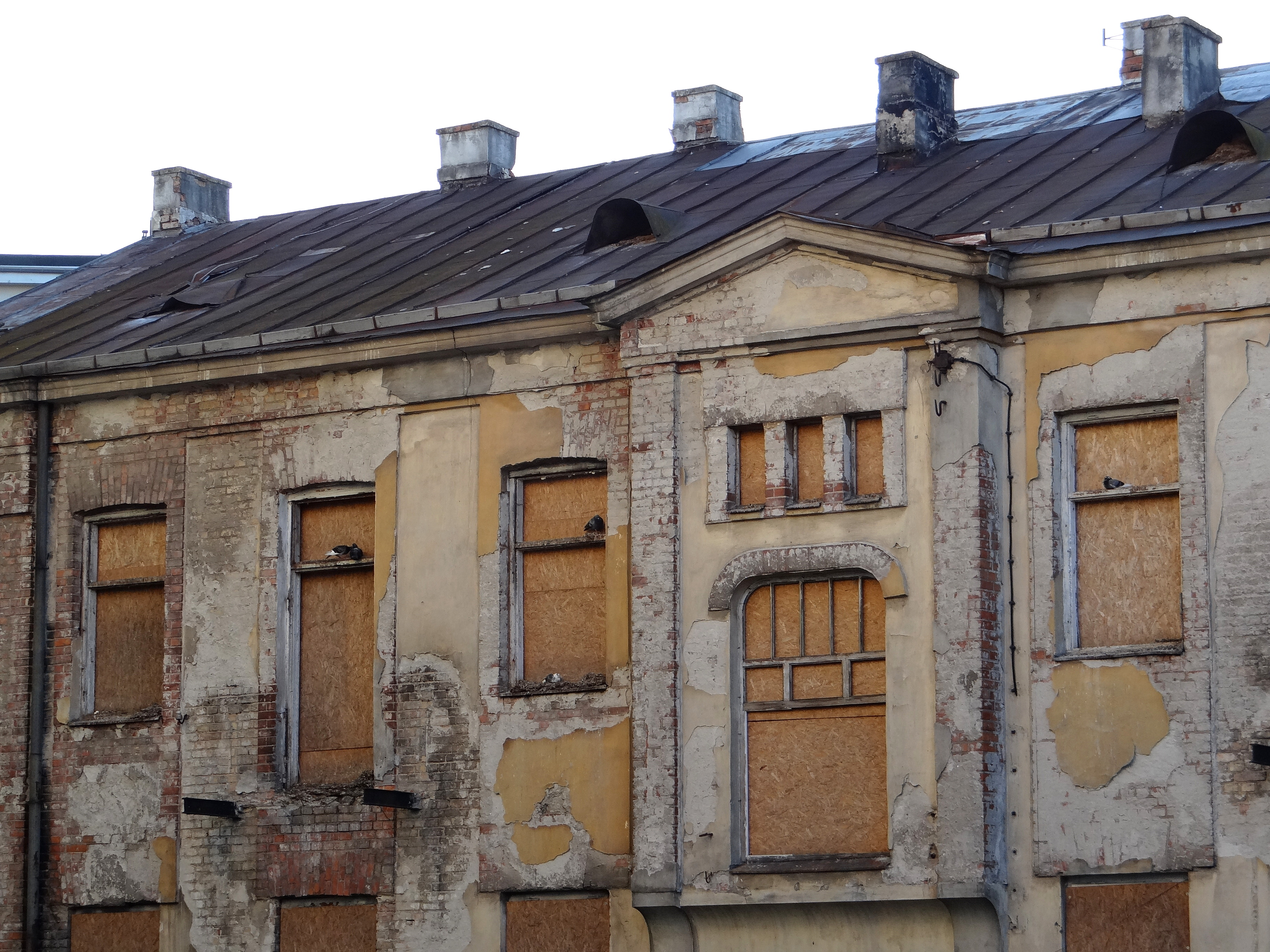
Bâtiment abandonné de l'ancien ghetto de Bialystok.

Le ghetto était situé dans la section nord-ouest du centre historique, à peu près de nos jours le district de Sienkiewica et une partie du district de Przydworcowe. Il était bordé par la rue Lipowa au sud, la rue Sienkiewicza à l'est et la rue Poleska au nord. À la suite des violents combats du soulèvement du ghetto de Bialystok et aux combats avec les forces armées soviétiques, la plupart des bâtiments d'origine du ghetto ont été détruits. Pire encore, certaines rues ont totalement disparu et le tracé des autres rues a été modifié. Sur les ruines de plusieurs rues (Smolna, Chmielna, Górna) des immeubles ont été construits, le quartier Sienkiewicza.